# Somethin' Stupid
〈Somethin' Stupid〉는 C. 카슨 파크스가 쓴 노래다. 초녹음은 파크 본인과 그 부인 게일 푸트가 했으며, 명의는 카슨과 게일(Carson and Gaile)이었다. 가장 유명한 버전이라 함은 1967년 프랭크 시나트라와 그 딸 낸시 시나트라의 녹음일 것이요 1967년 빌보드 핫 100 1위를 했다. 2001년에는 로비 윌리엄스와 니콜 키드먼이 녹음, 영국 싱글 차트 1위를 했다.

## 카슨과 게일의 녹음
1960년대 초 카슨 파크스는 로스앤젤레스의 포크 가수였다. 더 이지 라이더스의 객원 일원이요 제 남동생 반 다이크 파크스가 소속되어 있던 더 스틸타운 스리에서 연예하기도 했다. 1963년 그린우드 카운티 싱어스를 결성, 게일 푸트를 받아들이고 약소하나마 히트작을 두 장 냈다. 그린운드 시절에 둘이는 결혼을 하고 카슨 앤 게일을 명의로 1966년 캡 레코드에서 앨범 《San Antonio Rose》을 냈다. 바로 이 앨범에 수록된 것이 〈Something Stupid〉로, 프랭크 시나트라는 이 버전에 끌려 녹음을 결심했다.

## 프랭크, 낸시 시나트라의 녹음
프랭크, 낸시 시나트라 부녀의 녹음이야말로 가장 성공한 유명한 버전일 것이다. 1967년 싱글로 선발매되고, 이후 앨범 《The World We Knew》으로 발매되었다. 프랭크는 딸내미의 프로듀서 리 헤이즐우드의 권으로 카슨 부부의 녹음을 듣게 되었다. 헤이즐우드가 당시를 회고한 바 이러하다. "'어때 마음에 들어요?' 했더니, '아주 좋아. 한데 자네 낸시랑 부를 생각이 없거든, 내게 맡기세' 하시고, '우리끼리 할 거거든. 녹음실 잡아놓게' 합디다." 그렇게 잡아진 녹음일은 1967년 2월 1일이요, 당일 프랭크는 안토니우 카를루스 조빙와의 공제 녹음을 끝낸 참이었다. 기타 몫은 알 케이시, 드럼 몫은 할 블레인이었다. 헤이즐우드 및 지미 보웬이 프로듀서를, 빌 스트레인지가 편곡을 맡았다고 싱글에 되어 있다.
미국 빌보드 핫 100에서 1위를 4주간 달렸고, 같이 1위를 한 이지 리스닝 차트에서는 9주를 달렸다. RIAA에서는 이 곡의 판매량을 따져 프랭크에게 두 번째 골드 싱글을, 낸시에게 세 번째 골드 싱글을 인정하였다. 당시 부녀가 미국의 음반차트에서 1위를 함은 전에 없던 일이요, 이는 지금까지도 그러하다. 낸시는 곡을 일러 "몹시 달콤"하다 했으되 사람들이 "근친상간 노래"라 흉잡더라고도 했다. 영국 싱글 차트에서도 1위를 했다. 제10회 그래미상에서 올해의 레코드를 수상할 뻔 했으나 피프스 디멘션의 〈Up, Up and Away〉에 눌려 낙선되었다.